# حكومة الرابطة الهندية
في كندا، حكومة الرابطة الهندية الهندية أو الرابطة، ويُشار لها في بعض الأحيان باسم رابطة الأمم الأولى أو الأمم الأولى، هي الوحدة الأساسية لحكومة الأشخاص الخاضعين للقانون الهندي (مثل الهنود أو الأمم الأولى). تكون الروابط عادة عبارة عن مجموعة صغيرة من الأشخاص، إذ بلغ عدد أعضاء أكبر مجموعة في الدولة «أمم النهر الكبير الستة» 22,294 عضوًا في سبتمبر 2005، ويحتوي بعضها على أقل من 100 شخص. تُمثَّل كل أمة عادة بمجلس الرابطة برئاسة رئيس منتخَب، أو زعيم بالوراثة في بعض الأحيان. اعتبارًا من عام 2013، كانت هناك 614 رابطة في كندا. تُضبط عضوية الرابطة بإحدى الوسيلتين: في أغلب الروابط، يمكن الحصول على العضوية بأن يُدرج الشخص في سجلات الهنود التي تحتفظ بها الحكومة. واعتبارًا من عام 2013، كان هناك 253 من الأمم الأولى والتي كان لها معايير عضوية خاصة بها، ولذلك لا ينتمي جميع السكان الأصليين إلى عضوية الروابط.
يمكن للروابط أن تتحد في تجمعات إقليمية أكبر تُدعى المجالس القبلية. ويوجد أيضًا نوع آخر من المنظمات يُدعى مجلس الحلف أو جمعية الحلف، وتمثل الروابط الموقَّعة لمناطق التحالفات في معظم الأقاليم (رغم أنه في معظم كولومبيا البريطانية، والتي لا يحتوي أغلبها على تلك التحالفات، تُعد تلك الجهات لأجل تشكيل التحالفات المستقبلية والتفاوض بشأنها). تُعد مجالس الرؤساء نوعًا جديدًا آخر من المنظمات في كولومبيا البريطانية، مثل مجلس رؤساء شتاتم، والذي يوحد الروابط غير المدرجة في المجالس القبلية بالروابط المدرجة في تلك المجالس. تنتمي الروابط عادة إلى واحد أو أكثر من المجالس الإقليمية أو منظمات مشابهة، كذلك جمعية الأمم الأولى في عموم كندا (كانت تُدعى سابقًا أخوية الهنود الأصليين)، برئاسة قائد مُنتخب وامتلاك كل رابطة صوتًا واحدًا، وليس بشكل عام. تُعد الروابط، إلى حد ما، الهيئة الحاكمة لمحميات الهنود. تمتلك العديد من الأمم الأولى عددًا كبيرًا من المواطنين خارج المحميات والذين تمثلهم الرابطة أيضًا، والذين قد يتعاملون مع من يعيشون في المحمية من غير الأعضاء أو يعملون لصالح الرابطة.
لا يُعد الهنود عديمي الهوية وشعب الميتي والإنويت جزءًا من نظام حكومات الرابطة الهندية والمحميات، وذلك أحد الاختلافات الكبيرة بين وضعهم القانوني والاجتماعي وأولئك الذين تحكمهم مجالس الروابط. حكمت المحاكم بأن الإشارات الدستورية «للهنود» (المادة رقم 91 (24) من القانون الدستوري، 1867) تُطبق على شعب الإنويت (الإسكيمو 1939) كذلك شعب الميتي والهنود عديمي الهوية، لكن علاقاتهم بالحكومة الفدرالية غير محكومة بموجب أحكام القانون الهندي.

## الرابطة
تتألف الرابطة عادة، وليس دائمًا، من مجتمع فردي. تسيطر العديد من الروابط، وخاصة في كولومبيا البريطانية، على العديد من المحميات الهندية، والتي تكون قطعًا متعددة من الأرض. رغم امتلاك الروابط حاليًا سيطرة معقولة على أراضي المحميات، إلا أن الرابطة لا تمتلك تلك الأرض ولا أعضائها بالمعنى الدقيق. بالأحرى، تودع المملكة الأرض في صناديق استئمانية للرابطة.
يرتبط مصطلح الرابطة تاريخيًا بمصطلح مجتمع الرابطة الأنثروبولوجي، لكن كوحدة قانونية وإدارية، تحتاج الرابطة لأن لا تتماشى مع رابطة في هذا السياق. تجذب بعض الروابط أعضاءها من مجموعتين عرقيتين أو أكثر بسبب اضطراب الوسائل التقليدية بفعل الاستعمار و/ أو الإجراءات الإدارية في كندا، أو التحالفات التوافقية بين المجموعات المماثلة، وبعضها يعود تاريخها إلى ما قبل القانون الهندي.
يحكم القانون الهندي سير عمل الرابطة، وهو التشريع الذي يحدد وضع الهنود. يحكم المجلس ورئيسه حكومة الرابطة الهندية. يُحدد عدد أعضاء المجلس حسب عدد أعضاء الرابطة، بعضوين كحد أدنى بالإضافة لرئيس المجلس. ينص القانون الهندي على إجراءات انتخاب رئيس المجلس والمجلس. تستفيد بعض الروابط من نص في السياسة العامة (يُدعى الانتخابات المخصصة) والذي يسمح لها بإعفاء نفسها من تلك المطالب من أجل اتباع الإجراءات التقليدية في اختيار الزعماء. ويُعتبر ذلك مصدرًا للجدل. يجادل المؤيدون بأن ذلك يسمح للأمم الأولى بتكييف الأنظمة المحددة خارجيًا مع تقاليدهم. يعني ذلك أحيانًا بأن يصبح زعماء «الوراثة» رؤساء للمجالس. ويجادل المعارضون بأن الأنظمة المخصصة ليست تقليدية أحيانًا وبأنه، في حال كانت تقليدية أو لا، هي ليست عادلة وغير ديمقراطية وتمتلك تأثير احتفاظ الزمرة الفاسدة بالقوة، وفي العديد من الحالات، من استبعاد النساء⸵ وكذلك استبعاد الزعماء بالوراثة. يشير مصطلح «الرئيس» فعليًا إلى رئيس المجلس –ليس من الضرورة أن يكون هذا الفرد زعيمًا بالوراثة أو زعيمًا، رغم أن بعضهم كذلك.
رغم أن السياسة الحالية لوزارة إدارة شؤون السكان الأصليين والتنمية الشمالية بكندا هي أن تتعامل مع حكومات الروابط المستقلة بحد كبير، فإنه وبموجب القانون الهندي لا تمتلك قرارات مجلس الرابطة أي تأثير باستثناء تلك التي يقرها وزير إدارة شؤون السكان الأصليين والتنمية الشمالية بكندا.  
بالإضافة للرئيس والمجلس فإن القانون الهندي مكلف بالنظام، تمتلك بعض الروابط نظام تقليدي للحكومة يحتفظ بتأثير كبير. وفي بعض الحالات يتوصل النظامان إلى تسوية، كمكتب ويتسويتين لزعماء الوراثة. ويتعارض النظامان في بعض الحالات.

## المجلس القبلي
قد تتحد رابطتان أو أكثر لتشكيل المجلس القبلي. لا يتمتع المجلس القبلي بحالة استقلالية⸵ فيستمد قوته كليًا من أعضاء الروابط. تتباين السلطات المفوضة للمجلس القبلي والخدمات التي يوفرها المجلس مركزيًا وفق رغبات أعضاء الروابط.

### منظمات أخرى
إضافةً إلى المجالس القبلية، قد تأسس الروابط منظمات مشتركة لأهداف معينة، كتوفير الخدمات الاجتماعية أو الرعاية الصحية. على سبيل المثال، في المركزية الداخلية لكولومبيا البريطانية، توفر منظمة كارير سيكاني للخدمات العائلية الخدمات الاجتماعية لعدد كبير من الروابط. كانت تلك المنظمة في البداية جزءًا من مجلس كارير سيكاني القبلي لكنها أصبحت منظمة منفصلة وتشمل ضمن أعضائها روابطًا ليس من أعضاء منظمة كارير سيكاني للخدمات العائلية.
أثناء مفاوضات المعاهدة، كتلك التي تشرع بها حكومة مقاطعة كولومبيا البريطانية على هيئة إجراءات معاهدة كولومبيا البريطانية، تُنسق مطالب الروابط وتُفاوض. في حال تفاوضت مجالس الحلف بشأنها، قد يتوافق تشكيلها مع المجلس القبلي المحلي، كمجلس كتناسكا كنباسكت القبلي مقابل مجلس حلف كتناسكا كنباسكت، إلا أنه في تلك الحالة الخاصة تنتمي الحكومات القبلية الأمريكية إلى الأول وليس الأخير. تمتد غيرها لتشمل مجالس قبلية مختلفة وروابط فردية، مثل جمعية حلف مانولث أو مجموعة حلف تاميكس، وتغطي أكثر من مجموعة عرقية. قد تتضمن منظمة أخرى تُدعى مجلس الرؤساء روابطًا تنتمي إلى واحد أو أكثر من المجالس القبلية وكذلك روابط فردية لا تنتمي لأي منها، كمجلس رؤساء شتاتم. والذي يعمل كصوت موحد لجميع شعب الشتاتم والذي لا يعترف رسميًا بسيادة الأنظمة الملكية. وواجهوا نتائجًا سيئة من المجتمع.
في أقاليم أخرى، حيث تتواجد المعاهدات، تتألف مجموعة الحلف أو جمعية الحلف من روابط موقع عليها بالفعل في معاهدات موجودة مثل المعاهدة السادسة والثامنة.

## الهنود عديمو الهوية
يخلق وجود مجموعات من أصل هندي ممن لا تعترف كندا بهوتهم تعقيدات أكثر. يكون أولئك من ذرية الروابط التي تعتبرها كندا منقرضة. كالمجموعات التي لا تمتلك وجود رسمي ومع ذلك قد تمتلك درجة من التنظيم السياسي. يُصرح بأن شعب السنكست يحمل هوية هندية ويتمركزون في ولاية واشنطن الأمريكية، ويشكلون جزءًا من القبائل الكونفدرالية لمحمية كولفيل، لكنهم يمتلكون مجموعة صغيرة من الممثلين المتمركزين في مستوطنة فاليكن في كولومبيا البريطانية، ويُعدون مثال على تلك المجموعات النشطة سياسيًا دون الاعتراف بهم كحكومة رابطة هندية في كندا والتي لا يزال بعض أعضائها يمتلكون هوية هندية (في الولايات المتحدة) ومطالبات بحق الأرض في كولومبيا البريطانية.  

## المنظمات الوطنية
إضافةً إلى المجالس القبلية ومنظمات الخدمات ذات الأهداف الخاصة، قد تشكل الروابط منظمات أكبر. تُعد جمعية الأمم الأولى أكبرها، والتي تمثل رؤساء ما يزيد عن 600 رابطة في كندا. يوجد هناك أيضًا منظمات إقليمية. يُشار عادة إلى رئيس جمعية الأمم الأولى بالرئيس الوطني. وتمتلك الجمعية أيضًا نائب رئيس في كل منطقة.

## منظمات المقاطعات والأقاليم
في كولومبيا البريطانية، تمثل قمة الأمم الأولى تقريبًا ثلثي الروابط في المقاطعة والمنخرطة بمفاوضات المعاهدات مع كندا وكولومبيا البريطانية، بينما تمثل المنظمات الأقدم، مثل اتحاد الرؤساء الهنود في كولومبيا البريطانية الروابط التي ترفض إجراءات معاهدة كولومبيا البريطانية الحالية. تنتمي بعض الروابط لكليهما. في أونتاريو، يعمل رئيس أونتاريو كمنظمة على صعيد المقاطعة⸵ في ساسكاتشوان، يمثل اتحاد أمم ساسكاتشوان الهندية التجمع على صعيد المقاطعة.

## شعوب الإنويت والميتي
من وجهة نظر دستورية، لا يُعد جميع السكان الأصليون من شعوب الأمم الأولى. إضافةً للهنود، يعترف الدستور (المادة 35.2) بمجموعتين أخريين من السكان الأصليين: شعوب الإنويت والميتي. تُعد تابيرسات الإنويت في كندا المنظمة الوطنية لشعب الإنويت. يقطن الإنويت بصورة رئيسية في مقاطعة نونافونت ذاتية الحكم. ما زالت هوية شعب الميتي دون حسم، لكنها كانت موضوع المفاوضات الأخيرة مؤدية لاتفاقية إطار أمة الميتي بين العديد من منظمات شعب الميت وكندا.